# Mouse Bonati
Mouse Bonati, geboren als Joseph Bonati, auch Joe Bonati (* 14. Juni 1930 in Buffalo; † 12. August 1983) war ein US-amerikanischer Jazzmusiker (Alt-, auch Tenor- und Sopransaxophon, Komposition).

## Leben und Wirken
Bonati hatte eine schwierige Kindheit; mit 14 Jahren begann er als Autodidakt Altsaxophon zu spielen. Zwei Jahre später war er bereits auf lokaler Ebene als professioneller Musiker tätig. Bonatis erste Aufnahmen entstanden 1955 in New Orleans, als er in Sextett-Besetzung (darunter der Pianist Edward Frank und der Schlagzeuger Earl Palmer) unter eigenem Namen Material für eine halbe LP-Seite einspielte, erschienen auf dem Label Patio (New Sounds from New Orleans), darunter (als Single-Auskopplung) eine Coverversion von „What a Difference a Day Made“. In den folgenden Jahren geriet er immer wieder wegen Drogendelikten in Konflikt mit den Behörden; es folgten Verhaftungen, und er zog oft von Stadt zu Stadt, um dem Gesetz zu entkommen und Arbeit zu finden. Im November 1962 gelang es ihm, mit dem Frank Strazzeri Quintet in Frank Evans’ Frankly Jazz TV-Show in Los Angeles aufzutreten; das Material erschien in späteren Jahren auf Fresh Sound Records, darunter auch weitere, bislang unveröffentlichte Stücke, die Bonati Anfang 1963 mit Strazzeris Quintett für Pacific Jazz aufnahm („Kid's Delight“), bevor er dann durch den Tenorsaxophonisten Hadley Caliman ersetzt wurde.
In den folgenden Jahren arbeitete Bonati in Las Vegas, wo er u. a. den Sänger Billy Eckstine begleitete. Des Weiteren nahm er 1975 mit dem Saxophonisten Rick Davis im Dusty’s Playland in Las Vegas (1975) auf und war 1976 auf Davis’ Album Meditations on the Zodiac in Las Vegas dabei. Seine letzte bekannte Aufnahme fand 1981 mit der Dan Terry Big Big Band statt, die Arrangements von Gene Roland spielte. Kurz danach wurde bei ihm Kehlkopfkrebs diagnostiziert. Er starb im Alter von 53 Jahren.
Im Bereich des Jazz war er laut Tom Lord zwischen 1955 und 1981 an sechs Aufnahmesessions beteiligt. Auf dem Fresh Sound Label erschien eine Kompilation, die alle Aufnahmen Bonatis versammelt, auf denen er als Solist zu erleben ist (Mouse Bonati: Portrait of a Jazz Hero).
Laut eines zeitgenössischen Kritikers des Billboard galt Mouse Bonati als ein kompetenter, aber nicht übermäßig ausgeprägter Spieler in der Nachfolge Charlie Parkers. Bonatis gehaltene Töne und Fills in „Improvisation“ von 1955 seien Charlie Parkers „schmerzhaftem Blues-Feeling“ bemerkenswert ähnlich, schreibt Marc Myers, aber es gebe auch eine Tonalität des West Coast Jazz.